# Buck (hond)
Buck (geboren als Michael op 26 april 1983 - 28 mei 1996) was een reu van het hondenras briard, die speciaal getraind was voor het meespelen in toneelstukken, films en televisieproducties. Hij is het bekendst als de familiehond Buck uit de Amerikaanse televisieserie Married... with Children.
In het echte leven heette hij vanaf zijn geboorte Michael (roepnaam Mike), maar na vier seizoenen Married... with Children veranderde zijn trainer Steven Ritt het voorgoed in Buck, zodat de hond niet meer naar meerdere namen hoefde te luisteren.
In de serie stierf Buck in aflevering drie van seizoen tien (1995), zodat de echte Buck rustig van zijn oude dag kon genieten. Een halfjaar later stierf hij op dertienjarige leeftijd.